# Euphorbia incerta
Euphorbia incerta är en törelväxtart som beskrevs av Townshend Stith Brandegee. Euphorbia incerta ingår i släktet törlar, och familjen törelväxter. Inga underarter finns listade i Catalogue of Life.